# Toyota Raum
Toyota Raum – samochód osobowy typu minivan produkowany przez firmę japońską firmę Toyota w latach 1997-2011. Dostępny wyłącznie w wersji 5-drzwiowej. Do napędu użyto benzynowego silnika R4 o pojemności 1,5 litra. Moc przenoszona jest na oś przednią (opcjonalnie AWD) poprzez 4-biegową automatyczną skrzynię biegów. Od 2003 produkowana jest druga generacja modelu.

## Dane techniczne

### Silnik
- R4 1,5 l (1497 cm³), 4 zawory na cylinder, DOHC
- Układ zasilania: wtrysk
- Średnica cylindra × skok tłoka: 75,00 mm × 84,70 mm
- Stopień sprężania: 10,5:1
- Moc maksymalna: 109 KM (80 kW) przy 6000 obr./min
- Maksymalny moment obrotowy: 141 N•m przy 4200 obr./min

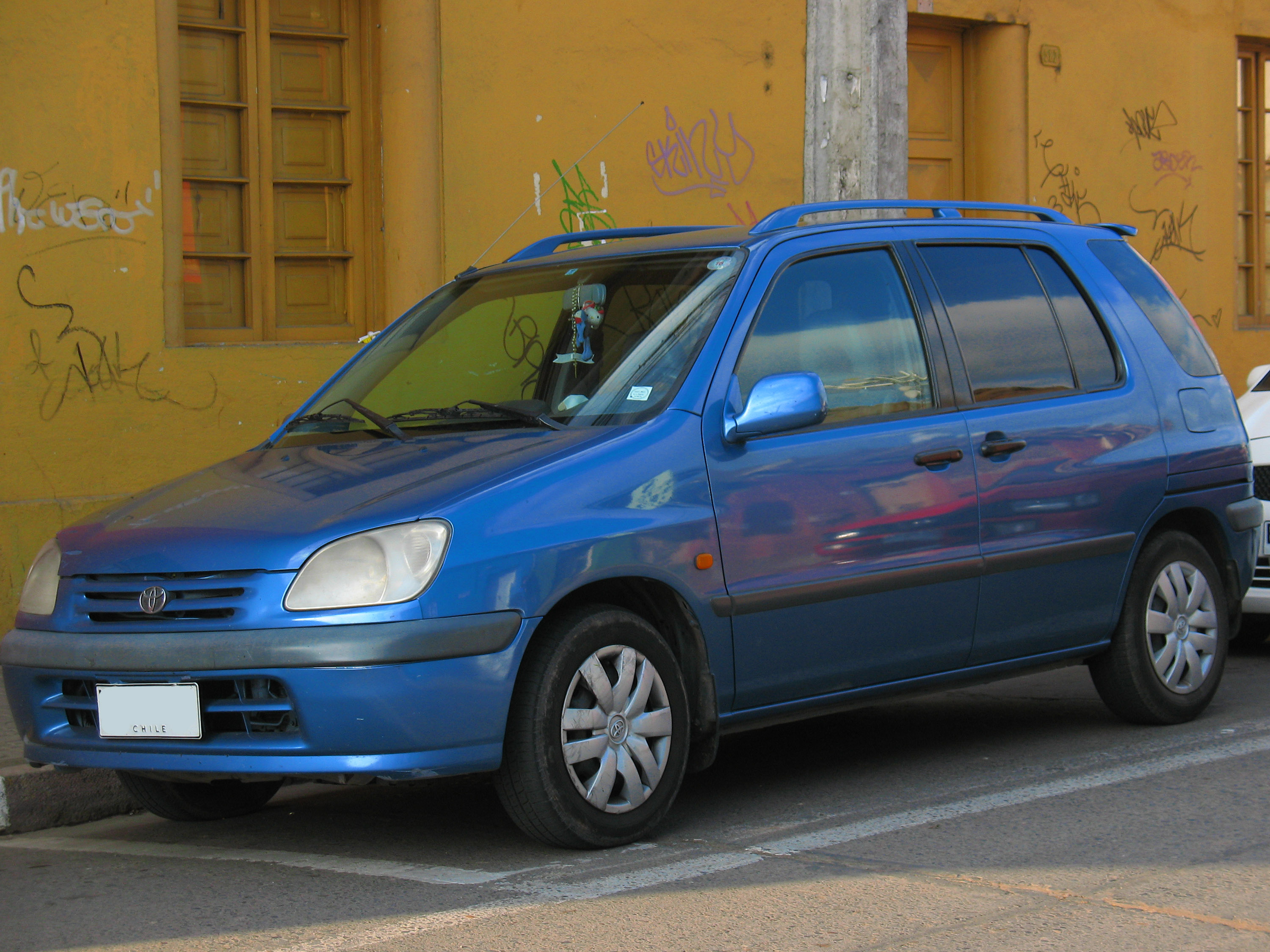
Pierwsza generacja modelu

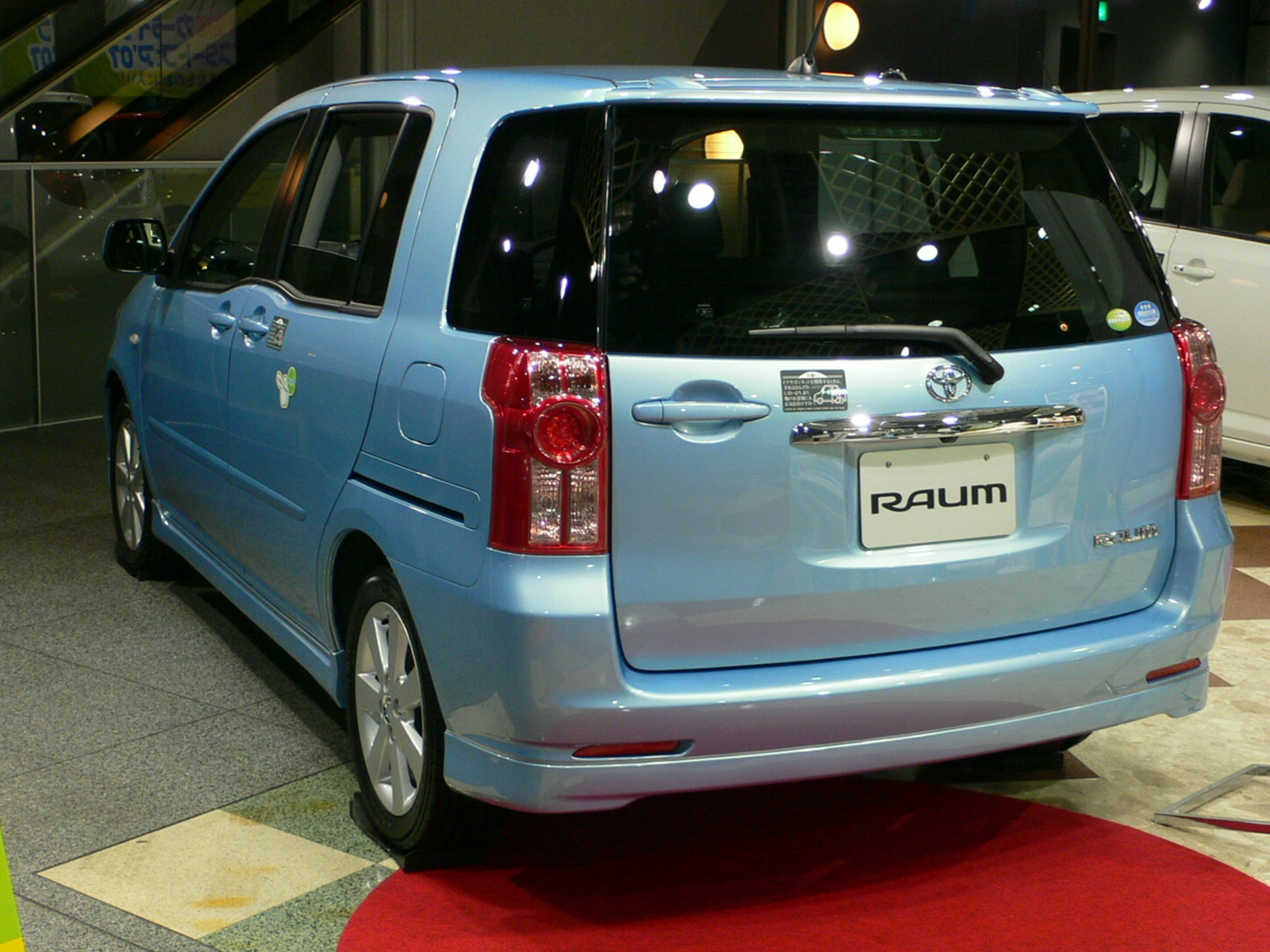
Tył nadwozia drugiej generacji modelu